# Maarten Vangramberen
Maarten Vangramberen (Aarschot, 17 november 1978) is een Vlaams sportanker bij de VRT.

## Biografie
Hij studeerde van 1996 tot 2000 voor licentiaat in de Lichamelijke Opvoeding aan de Katholieke Universiteit Leuven, maar had veel belangstelling voor de media en daarom volgde hij na zijn opleiding nog een eenjarig postgraduaat journalistiek aan de VLEKHO in Brussel. 
Van 2001 tot 2005 werkte Vangramberen voor ROB.tv. Hij was er algemeen verslaggever en presenteerde ook enkele jaren Het Nieuws. In die periode werkte hij ook al als freelancemedewerker bij de sportredactie van de VRT. Sinds september 2005 is hij voltijds sportjournalist bij Sporza. 
In november 2008 zette Maarten de stap naar Het Journaal op Eén, waar hij sportanker is.
In 2016 stond hij afwisselend met Karl Vannieuwkerke in voor de bespreking van de voetbalwedstrijden van het EK 2016 op televisie. Dat jaar werd hij ook de vervanger van Lieven Van Gils in het programma Vive le vélo. In 2018 presenteerde hij op Canvas het programma Wereldrecord, waarin hij enkele wereldrecords bespreekt. In 2020 volgde een tweede seizoen, in 2022 een derde. Ook in 2018 was hij opnieuw afwisselend met Vannieuwkerke presentator van het omkaderingsprogramma van het WK voetbal.
Als sportjournalist heeft hij een brede interesse, met een lichte voorkeur voor wielrennen, atletiek en voetbal.
Naast zijn werk als sportjournalist is hij presentator en moderator op evenementen. Hij was docent sportjournalistiek bij de masteropleiding journalistiek aan de HUB, later aan de KU Leuven.

## Televisie
- ROB.tv
- Sporza
- Het Journaal (2008-heden)
- Vive le vélo (2016) – presentator
- Wereldrecord (2018, 2020, 2022) – presentator